# هارفي كريب
هارفي كريب (بالإنجليزية: Harvey Cribb)‏ (مواليد 21 يناير 2006) هو لاعب كرة قدم إنجليزي محترف يلعب كلاعب خط وسط لنادي سكونثورب يونايتد.